# Elena Herraiz
Elena Herraiz Medina (Guadalajara, 11 de noviembre de 1992), también conocida como Linguriosa, es una profesora de castellano y divulgadora lingüística española. Desde 2024 colabora en el programa de televisión Cifras y letras.

## Biografía
Estudió Traducción e Interpretación en la Universidad de Valladolid especializándose en inglés y alemán, e hizo un máster para ser profesora de Español para extranjeros en la Universidad de Alcalá, para después desplazarse a Berlín (Alemania), donde enseñó castellano a niños y adultos durante cinco años.
Utiliza internet como herramienta pedagógica y de divulgación. Dirige desde 2019 un canal de YouTube denominado Linguriosa, donde comparte métodos divertidos y educativos para resolver dudas en el aprendizaje del castellano, centrándose en la historia de la lengua y la etimología.Este canal sirve para enseñar gramática a quienes estén aprendiendo.
En 2024 comenzó a colaborar en el programa de concursos de Televisión Española, emitido en La 2, «Cifras y letras» como experta en letras.